# 切姆雷日农村居民点
切姆雷日农村居民点（俄语：Чемлыжское сельское поселение）是俄罗斯联邦布良斯克州谢夫斯克区所属的一个农村居民点。其下辖有8个居民点，行政中心为藻利耶。据2015年统计，该农村居民点的人口为1284人。